# Pontiac Trans Sport
A Trans Sport é uma minivan de porte médio-grande da Pontiac, criada para competir com a minivan da Chrysler a Dodge Caravan, foi baseada em um conceito apresentado em 1986 três anos antes do modelo de produção, que por sua vez teve um desenho diferente da versão conceito, ela é irmã gêmea da Chevrolet Lumina APV. Teve apenas 2 gerações.
Foi vendida na Europa, porem era a versão mais luxuosa fabricada pela Oldsmobile com o logo Pontiac, tinha o motor do Grupo PSA 1.9L turbo diesel de 90 cv.

## Galeria
- Primeira geração (1990-1996)
- Segunda geração (1997-1999)